# Anastasios I.

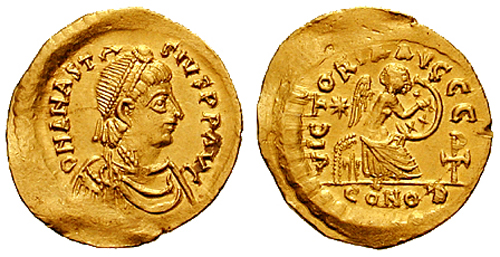
Semissis des Anastasios I.

Anastasios I. (lateinisch Anastasius, mittelgriechisch Ἀναστάσιος Α΄, als Kaiser Imperator Caesar Flavius Anastasius Augustus; * um 430 in Dyrrachium; † 9./10. Juli 518 in Konstantinopel) war von 491 bis 518 (ost-)römischer Kaiser. Obwohl als bereits älterer Mann auf den Thron gelangt, wirkte sich seine lange Regierungszeit administrativ, finanziell und militärisch insgesamt stabilisierend auf das Reich aus; im Bereich der Religionspolitik ergaben sich aber auch schwerwiegende Konflikte.

## Ausrufung zum Kaiser
Flavius Anastasius stammte aus den lateinischen Balkanprovinzen Ostroms und war augenscheinlich ein gebildeter Mann, der beide Sprachen des Reiches, Latein und Griechisch, sicher beherrschte. Seine Familie beanspruchte eine – zweifellos fiktive – Abkunft von Pompeius, dem großen Gegenspieler Caesars. Er war zuletzt zum silentiarius aufgestiegen und hatte damit eigentlich keine besonders zentrale Stellung am oströmischen Kaiserhof inne: Er war zwar ein hoher Beamter, seine Zuständigkeit erstreckte sich formal aber nur auf die Überwachung des Personals. Dennoch war er ein enger Vertrauter der Kaiserin Aelia Ariadne und wurde deshalb am 11. April 491 – zwei Tage nach dem Tod Kaiser Zenos – in Konstantinopel zum Kaiser ausgerufen.
Dabei soll das Volk Ariadne zugerufen haben: „Gib dem Reich einen orthodoxen Kaiser! Gib dem Reich einen römischen Kaiser!“ Sie erreichte die Erhebung des Anastasios zum Kaiser (Augustus) und heiratete ihn kurz darauf, womit eine formale Fortsetzung der Dynastie gewährleistet war, während zugleich Zenos Bruder, der General Flavius Longinus, bei der Nachfolgeregelung übergangen wurde.

## Innen- und Religionspolitik

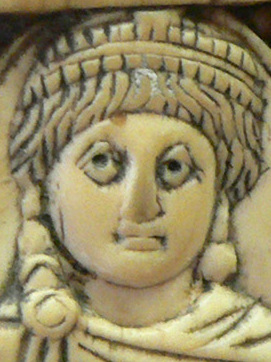
Porträt des Anastasios I. auf dem Konsulardiptychon des Flavius Anastasius Probus von 517

Anastasios erwies sich trotz seines fortgeschrittenen Alters – er war offenbar nur als Übergangsherrscher vorgesehen gewesen – bald als ein ausgesprochen tatkräftiger Kaiser. So beseitigte er rasch etwaige Nebenbuhler und konsolidierte die Staatsfinanzen: Er richtete das Amt des comes patrimonii mit der Funktion eines Finanzstaatssekretärs neu ein, gestaltete die Art der Steuererhebung effizienter, reformierte die Kupferwährung, reorganisierte die Armee und belebte die Wirtschaft 498 durch Abschaffung der Handelssteuer Chrysargyron (collatio lustralis). Es hat dabei den Anschein, als hätten die kaiserlichen Maßnahmen zwar die senatorische Oberschicht geschont, dem einfachen Volk aber einiges abverlangt (vgl. Kolonenedikt des Anastasius). Anastasios soll seinem Nachfolger Justin I. ein sagenhaftes Vermögen von 320.000 Goldpfund hinterlassen haben, wie zumindest Prokopios von Caesarea behauptete. Anastasios’ Herrschaft bereitete damit die letzte Hochphase der spätantiken Geschichte unter Justinian I. vor.
Von Bedeutung war, dass Anastasios bis 498 in einem mehrere Jahre dauernden Kampf die Isaurier, von denen viele seit der Zeit Kaiser Leos I. (457 bis 474) wichtige Positionen in der Armee bekleidet hatten, ausschaltete. Wie umfassend dieser „Isaurierkrieg“ tatsächlich war und ob es sich nicht in Wahrheit weniger um Feldzüge gegen aufsässige Halbbarbaren als vielmehr um einen Konflikt zwischen dem Kaiser und einer einflussreichen Oppositionsgruppe innerhalb der Armee – Anastasios’ Vorgänger Zeno war selbst Isaurier gewesen – handelte, ist umstritten. Fest steht, dass Anastasios den Widerstand schließlich brechen konnte, die isaurischen Anführer Longinus und Athenodorus hinrichtete und sich dann 498 in einem prächtigen „Triumph“ in Konstantinopel als Sieger feiern ließ. Damit hatte er das Kaisertum, das seit etwa 460 eine institutionelle Krise durchgemacht hatte, wieder entscheidend stabilisiert.
Dennoch kam es während Anastasios’ weiterer Regierungszeit zu einigen schweren innenpolitischen Krisen, die allerdings letztlich bewältigt wurden. Anlass zum Widerstand lieferte dabei insbesondere seine Religionspolitik. Anastasios hing offenbar innerlich dem Monophysitismus an; und auch wenn er nicht offen gegen das chalcedonensische Christentum vorging, so kam es dennoch zu großen Spannungen, da der Kaiser entgegen seinem vor Machtantritt gegebenen Versprechen das Henotikon reichsweit durchzusetzen suchte. 511 ließ er sogar Makedonios II., den von ihm selbst 496 eingesetzten Patriarchen von Konstantinopel, absetzen, nachdem er bereits 496 dessen Vorgänger Euphemius aus dem Amt entfernt hatte. Zu Makedonios’ Nachfolger ernannte Anastasios den monophysitisch orientierten Patriarchen von Antiochia, Timotheos I.
Daraufhin kam es zum Staurotheis-Aufstand, bei dem sich 512 die Zirkusparteien aus Anlass der christologischen Streitigkeiten gegen Anastasios erhoben. Mit Areobindus wurde sogar ein Gegenkaiser ausgerufen, der jedoch nach nur einem Tag aufgab, als es Anastasios gelang, das im Hippodrom versammelte Volk durch demütige Gesten auf seine Seite zu ziehen. Im folgenden Jahr revoltierte der magister militum per Thracias, Vitalian, und erschien mehrmals mit einem Heer vor der Hauptstadt, konnte aber 515 vernichtend geschlagen werden, woraufhin er untertauchte. Justin I. ließ Vitalian 520 beseitigen.
Die Religionspolitik des Anastasios, der wohl persönlich durchaus zu einem Kompromiss bereit gewesen wäre, vertiefte das Akakianische Schisma mit der römischen Kirche (484–519), das erst unter Justin I. beendet werden konnte. Zur Zeit des Anastasios beharrte der Bischof von Rom auf dem chalcedonensischen Bekenntnis und war zu keinem Kompromiss bereit. Gelasius I. betonte seine überlegene Autorität in religiösen Fragen; Anastasios seinerseits bezeichnete sich in einem Schreiben an den römischen Bischof Hormisdas 516 als pontifex („Priester“) und unterstrich damit seinen Anspruch, auch in Kirchenfragen das letzte Wort zu haben. Den Konflikt mit Rom konnte der Kaiser so nicht lösen. Allerdings führte die kaiserliche Religionspolitik zu einem zeitweiligen Anschluss der armenischen Kirche an Konstantinopel.
Gegen die verbliebenen Nichtchristen im Imperium ging Anastasios auch mit Gewalt vor: 502 ließ er pagane Frühlingsfeste gewaltsam unterbinden. Zudem sollten überführte Altgläubige enteignet werden, sie durften auch nicht als Begünstigte in Testamenten erscheinen.
Anastasios hatte den Quellen zufolge zwei Augen unterschiedlicher Farbe (Iris-Heterochromie), was ihm nicht nur den Beinamen Dikoros („Doppel-Pupille“) einbrachte, sondern zusammen mit den religiösen Konflikten und den inneren wie äußeren Kriegen dazu führte, dass manche Zeitgenossen unter Bezug auf angebliche Prophezeiungen das Weltende nahen sahen und im Kaiser sogar teilweise den Antichrist zu erblicken glaubten.

## Außenpolitik

### Beziehungen zum Westen

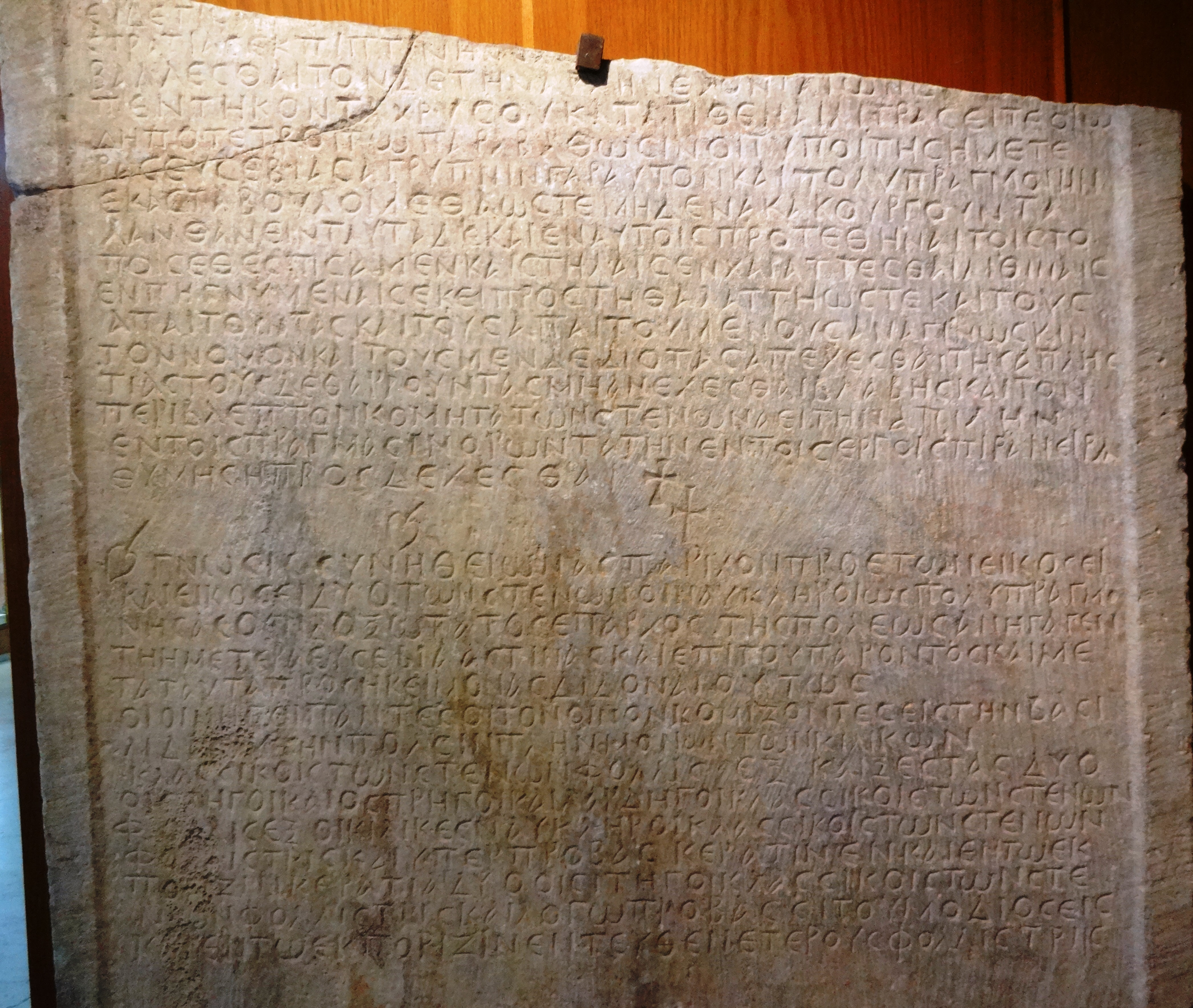
Gesetzestafel des Anastasios I. über die Passage durch die Dardanellen

De iure betrachteten die Römer die Kontakte zu den gentilen Reichsbildungen im Westen nicht als Außenpolitik, denn auch Anastasios erhob weiterhin Ansprüche auf die faktisch verlorene Westhälfte des Reiches, auf deren Trümmern zumeist germanische Krieger eigene Herrschaften etabliert hatten. Umgekehrt wurde Kaiser Anastasios dort nominell fast überall als Oberherr anerkannt, auch wenn die tatsächliche Macht bei den lokalen Herrschern lag. Konflikte gab es während der Regierungszeit des Anastasios vor allem mit den Ostgoten, deren Kriegerverband den verbliebenen Rumpf des Weströmischen Reiches kontrollierte. Ihrem rex Theoderich dem Großen, der 493 durch die Bezwingung Odoakers die Herrschaft über Italien errang, bestätigte der Kaiser erst nach längeren Verhandlungen das Recht, Konsuln für den Westen zu nominieren; dafür regierte Theoderich fortan de iure im Namen des Kaisers und ließ die meisten römischen Institutionen bestehen. 
Ob Theoderich dabei als ein germanischer König oder eher als ein weströmischer Regierungschef in der Tradition Ricimers zu gelten hat, ist in der Forschung umstritten. Die in der weströmischen Residenzstadt Ravenna und in Konstantinopel ernannten Konsuln wurden jedenfalls seit 497/8 von beiden Seiten anerkannt, was als Symbol für den Fortbestand der Reichseinheit gewertet werden kann. Zudem übersandte Anastasios Theoderich die Insignien des westlichen Kaisertums, die 476 nach Konstantinopel gelangt waren. Allerdings verzichteten die Ostgoten auf die Erhebung eines eigenen Augustus für Italien, die Anastasios vermutlich gefordert oder zumindest angeregt hatte. Bereits im Jahr 498/9 kam es zu erneuten Spannungen mit den Ostgoten, die aber nicht eskalierten. Die alles in allem guten Beziehungen hinderten Theoderich jedoch nicht daran, in der Nachfolge der weströmischen Kaiser ab 504 oströmische Gebiete (namentlich die Stadt Sirmium auf dem Balkan, die erst seit 437 zu Ostrom gehörte) zu beanspruchen. Im Gegenzug griff eine oströmische Flotte 507 die Küsten Italiens an. 510 kam es zu einem friedlichen Ausgleich zwischen Theoderich und dem Kaiser.
Die reges der germanischen Nachfolgereiche Westroms erkannten zur Zeit des Anastasios die Oberhoheit des (ost-)römischen Kaisers in aller Regel prinzipiell an, auch wenn sie faktisch souverän regierten. So trugen die reges der Burgunden stolz den Titel eines kaiserlichen magister militum, und auch der Merowinger Chlodwig I. bemühte sich um die formale Anerkennung seiner Stellung durch den Kaiser, mit dem er nach Ansicht von Forschern wie Patrick J. Geary sogar ein Militärbündnis (foedus) gegen die Westgoten schloss. Trifft dies zu, so könnte der oströmische Flottenangriff auf Italien 507 auch dazu gedient haben, Theoderich daran zu hindern, den Westgoten zu helfen. Laut Gregor von Tours (Historien 2,38) empfing Chlodwig dann 508 von Anastasios die Ernennung zum „Konsul“ und Augustus; allerdings spricht vieles dafür, dass der Franke in Wahrheit zum patricius erhoben wurde und Gregor, der Jahrzehnte später schrieb, hier einem Irrtum erlag. Trifft dies zu, so wurde der Merowinger damit rangmäßig den Ostgotenkönigen gleichgestellt und konnte seinen Machtbereich mit oströmischer Zustimmung als eine Art Vizekaiser regieren.
Sowohl auf römischer als auch auf germanischer Seite war die Idee vom römischen Universalreich noch lebendig, auch wenn die politische Realität schon eine weitgehend andere war. Der einzig denkbare politische Bezugsrahmen war hier immer noch das Imperium Romanum.

### Donau und Ostgrenze
Auf dem Balkan überschritten Protobulgaren wiederholt die Donau und unternahmen Raubzüge bis nach Thrakien. 493 fand der magister militum Iulianus im Kampf gegen sie den Tod; 499 entsandte der Kaiser dann den Heermeister Illyriens, Aristus, mit 15.000 Elitesoldaten gegen die Feinde. Das römische Heer wurde aber in einem Hinterhalt vernichtend geschlagen, und die comites Aquilinus, Nicostratus, Tancus und Innocentius wurden im Kampf getötet. 502 kam es zu einem weiteren Bulgareneinfall, woraufhin Anastasios die so genannte Lange Mauer (auch Anastasiusmauer) westlich von Konstantinopel errichten und den unteren Abschnitt des Donaulimes instand setzen ließ.
Gegen die persischen Sassaniden musste Anastasios ebenfalls Krieg führen. Nach einer langen Friedensperiode (seit 441) hatten sich zuletzt offenbar Spannungen zwischen den beiden Reichen aufgebaut, die im Herbst 502 zum Krieg führten (→ Römisch-Persische Kriege). Offenkundig hatten die Perser vom Kaiser Tribut gefordert; dieser wiederum hatte die östliche Großmacht unterschätzt und irrtümlich angenommen, der Großkönig Kavadh I. sei durch innere Wirren und Konflikte mit den hunnischen Hephthaliten gebunden.
Ostrom wurde von der ersten sassanidischen Attacke überrascht: Eine kaiserliche Gesandtschaft unter Anastasios’ Vertrautem Flavius Rufinus war gerade unterwegs zu Kavadh und musste überstürzt umkehren, als man vom persischen Angriff hörte. Nach ersten Erfolgen der Perser und ihrer hephthalischen Verbündeten konnten die römischen Truppen die Situation langsam stabilisieren: 503 entsandte der Kaiser ein Heer an die Ostgrenze, das die für damalige Verhältnisse gewaltige Größe von über 50.000 Mann hatte. Dennoch wurde es aufgrund schlechter Führung von den Sassaniden geschlagen. Erfolgreicher war dafür im Folgejahr der Rachefeldzug des magister officiorum Celer, der mit seinen Truppen persisches Gebiet verheerte. Das im Januar 503 eroberte Amida konnten die Römer schließlich nach langer Belagerung und der Zahlung einer nicht unbedeutenden Summe im Jahr 505 zurückgewinnen, 506 konnte ein auf zunächst 7 Jahre befristeter Waffenstillstand geschlossen werden, der 20 Jahre hielt.
Doch Spannungen blieben bestehen, wie die Kriege unter Justin I. und vor allem Justinian I. zeigten – nicht zuletzt deshalb, weil Anastasios in der Schlussphase der Kämpfe unter Verletzung eines alten Vertrages in Dara eine sehr starke Festung direkt an der persischen Grenze errichten ließ, durch die sich die Sassaniden bedroht fühlten und deren Aufgabe sie fortan immer wieder forderten. Trotzdem blieb die römische Ostgrenze nach 506 etwa zwei Jahrzehnte lang friedlich.

## Tod und Nachfolge
Anastasios starb am 10. Juli 518, angeblich während einer furchtbaren Gewitternacht. Ein großes Problem stellte seine Nachfolge dar, denn er hatte nur einen illegitimen Sohn (prinzipiell war die römische Kaiserwürde allerdings in der Spätantike ohnehin nicht erblich), der bereits 507 bei einem Aufruhr im Hippodrom umgekommen war, und hatte zu Lebzeiten niemanden durch Adoption oder die Ernennung zum Mit- oder Unterkaiser als Nachfolger designiert. Seine drei erwachsenen Neffen Hypatius, Pompeius und Probus, die bereits 500–502 sukzessive als Konsuln amtiert hatten, konnten sich nicht durchsetzen. So erreichte schließlich Flavius Iustinus, der Kommandeur der kaiserlichen Garde (excubitores), aufgrund seiner guten Beziehungen im Palast seine Ausrufung zum Kaiser, vielleicht schon unter Beteiligung seines Neffen Petrus Sabbatius, des späteren Kaisers Justinian.
Anastasios war der letzte römische Kaiser, der die Titel pontifex und pater patriae führte, und auch der letzte, der nach seinem Tod als divus bezeichnet wurde.

## Bewertung
Anastasios hat eine insgesamt erfolgreiche Finanz- und Wirtschaftspolitik betrieben und die erschütterte Stellung des Kaisertums trotz mancher Krise stabilisiert. Obwohl er in der Außenpolitik einige Niederlagen einstecken musste, vor allem auf dem Balkan und im Krieg gegen die Sassaniden, gegen die er sich nach schweren Rückschlägen nur unter hohen Verlusten behaupten konnte und den ehemals weströmischen Bereich de facto weitgehend sich selbst überließ, konnte er dennoch die Grenzen des Ostreichs letzten Endes verteidigen. So scheint Anastasios ein insgesamt fähiger Kaiser gewesen zu sein, der vielleicht nur etwas zu unflexibel veranlagt war. Das Urteil in den Quellen ist zwiespältig; die senatorische Überlieferung zeichnet den Kaiser insgesamt positiv, während die christliche Geschichtsschreibung ihn aufgrund seiner polarisierenden Religionspolitik teils verherrlicht, teils verteufelt.